# Питер (Кудымкарский район)
Питер — деревня в Кудымкарском районе Пермского края. Входила в состав Верх-Иньвенского сельского поселения. Располагается на левом берегу реки Пиканшор западнее от города Кудымкара. Расстояние до районного центра составляет 19 км. По данным Всероссийской переписи населения 2010 года, в деревне проживало 27 человек (17 мужчин и 10 женщин).

## История
По данным на 1 июля 1963 года, в деревне проживало 268 человек. Населённый пункт входил в состав Верх-Иньвенского сельсовета.